# Boetius Adam van Bolswert
Boetius Adam van Bolswert, född 1580 och död 1633, var en nederländsk kopparstickare. Han var bror till kopparstickaren Schelte van Bolswert.
van Bolswert var verksam i Amsterdam, Bryssel och Antwerpen. van Bolswert anslöt sig från 1620 till Rubens krets i Antwerpen, och utförde ett stort antal stick efter dennes målningar, liksom tidigare efter Abraham Bloemaert. vaon Blolswert har även stuckit ett flertal porträtt utan förlaga.